# Каменная башня (Дортмунд)
Каменная башня (нем. Steinerne Turm) — историческая сторожевая башня в городе Дортмунд (Германия), расположенная недалеко от выставочного и спортивного центра Westfalenhallen. Признана памятником архитектуры.

## История
Башня была частью оборонительной системы средневекового свободного имперского города Дортмунда и была построена на некотором расстоянии от городских стен, окружавших исторический центр города. Сторожевая башня контролировала торговый путь, ведущий из города на юг до Кёльна. Она располагалась на исторической границе Штадтхагена (нем. Stadthagen), укреплённой земли вокруг города, существовавшей с XIII века и в пределах которой применялось городское право.
Дортмундский Штадтхаген был укреплён в XIV веке. Во время интенсивных боевых действий в середине XV века каменная башня была осаждена и повреждена вражескими войсками, вследствие чего нижняя часть была укреплена толстыми кирпичными стенами. Нижняя половина каменной башни сохранилось в том виде до нынешних времён, в то время как верхняя часть была реконструирована.
В дополнение к этой южной сторожевой башни появились ещё пять наблюдательных пунктов вокруг города на сопоставимых расстояниях от него: башня Фреден (нем. Fredenturm) на севере, сторожевая башня Эдерлос (нем. Ederloeswarte) на северо-востоке, сторожевая башня Остеррутер (нем. Osterruterwarte) на востоке, Бергфреде (нем. Bergfrede) на реке Эмшер и сторожевая башня Вестеррутер (нем. Westerruterwarte) на западе. Позже сторожевая башня Хёрде (нем. Hörder Warte) была построена к югу от каменной башни на границе между Дортмундом и графством Марк на Эмшере.
Каменная башня была внесена в реестр памятников города Дортмунд.

## Исторические изображения

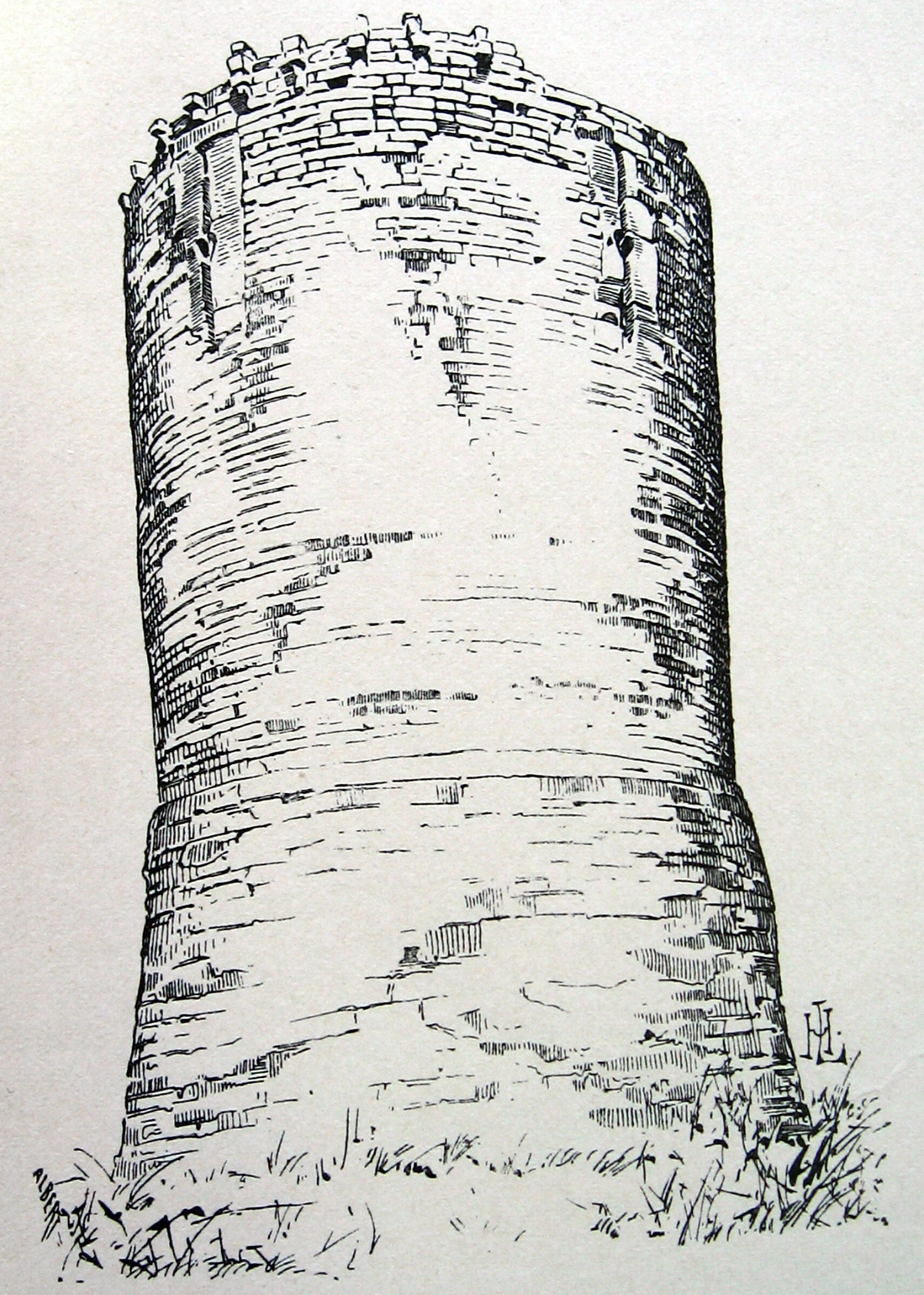
Каменная башня, рисунок Альберта Людорфа, ок. 1890 г.
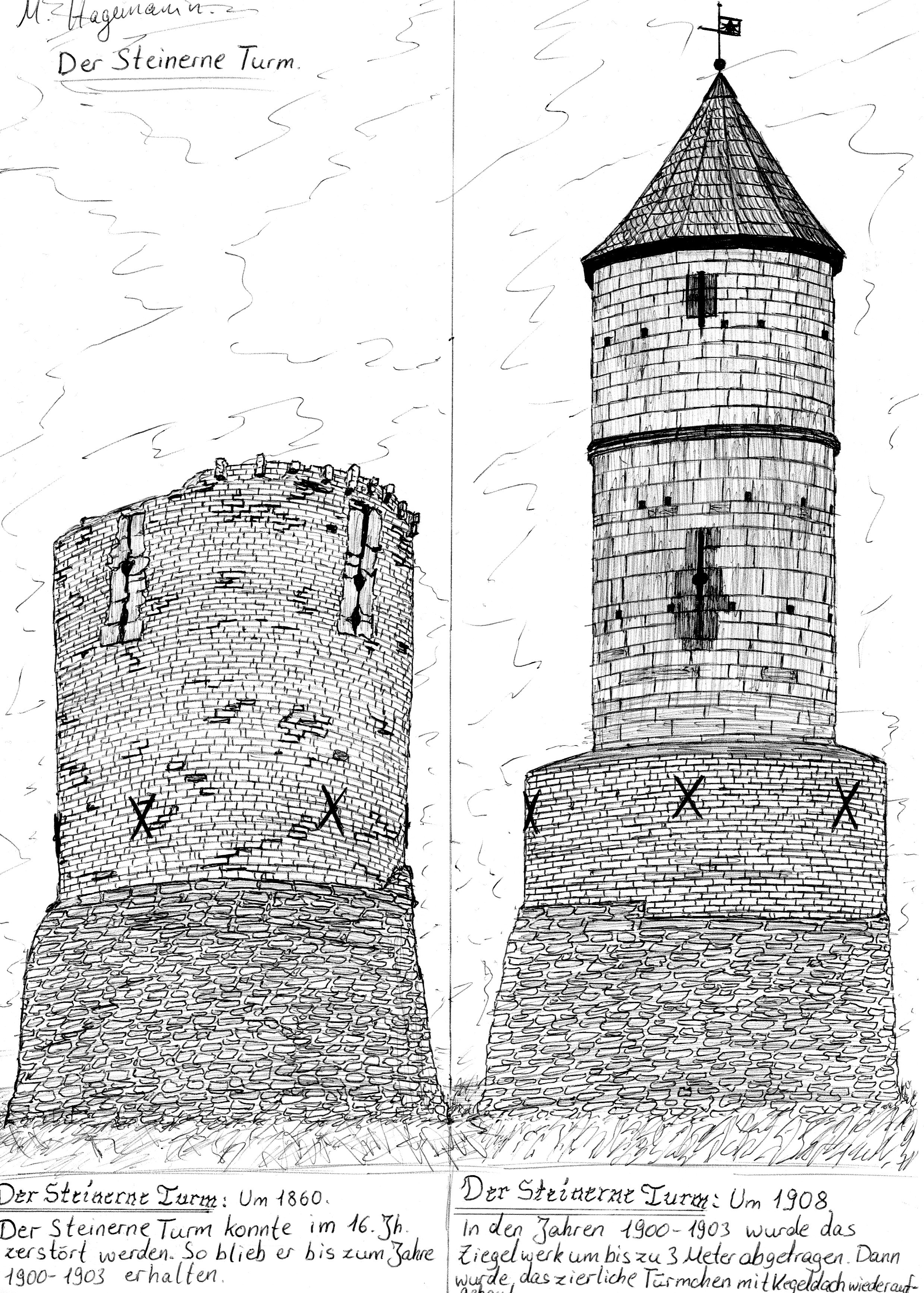
Каменная башня до и после реконструкции.